# Renania de Nord-Westfalia
Renania de Nord-Westfalia (în germană Nordrhein-Westfalen pronunțat [ˌnɔrtraɪ̯nvɛstˈfaːlən] ⓘ; codul landului NW; prescurtare NRW) este un land în vestul Germaniei. Capitala este Düsseldorf. Cel mai populat oraș este Köln.
Renania de Nord-Westfalia este cel mai vestic land federal german și totodată cel mai dens populat, numărând peste 18.000.000 de locuitori.

## Geografie
Renania de Nord-Westfalia este situată în partea de vest a Republicii Federale Germania și se învecinează în sens orar cu Saxonia Inferioară, Hessen, Renania-Palatinat, Belgia și Olanda. Întinderea landului este de la sud-vest la nord-est de aproximativ 260 kilometri. Nordul landului se află în Câmpia Germano-Poloneză și este împărțit aproximativ în regiunea Westfälische Bucht, care este traversată de râurile Lippe, Ems și Ruhr și de câmpia Rinului de Jos de pe ambele maluri ale Rinului, cel mai mare râu din țară. Cel mai mic punct este la 9,2 m deasupra nivelului mării NHN, în nord-vestul landului.
O concentrare puternică de orașe într-un megalopolis: Münster, Dortmund, Essen, Bochum, Duisburg, Krefeld, Wuppertal, Mönchengladbach, Solingen, Düsseldorf (capitala landului), Köln, Bonn (fosta capitală federală, acum mutată la Berlin), Aachen. Structura landului Renania de Nord-Westfalia cuprinde cinci regiuni administrative (germană: Regierungsbezirk) care corespund celor cinci regiuni geografice de bază. La nord se întind zonele cu caracter agricol Münsterland și Ostwestfalen-Lippe, ale căror orașe principale sunt Münster și Bielefeld. La sud-est, în regiunea deluroasă Mittlegebrige, se află ținutul cel mai slab populat, numit Sauerland.
Clima din Renania de Nord-Westfalia are temperaturi și precipitații echilibrate. Temperaturile medii anuale sunt cuprinse între 5 ° C și 10 ° C în funcție de altitudine. Cantitatea anuală de precipitații este între 600 milimetri în zonele joase și 1400 milimetri în zonele muntoase joase.

## Economia
Este landul german cu cea mai numeroasă populație și cea mai mare putere economică. Aici se află și Ruhrgebiet (Zona râului Ruhr), motorul economic al Germaniei.

## Sistem politic

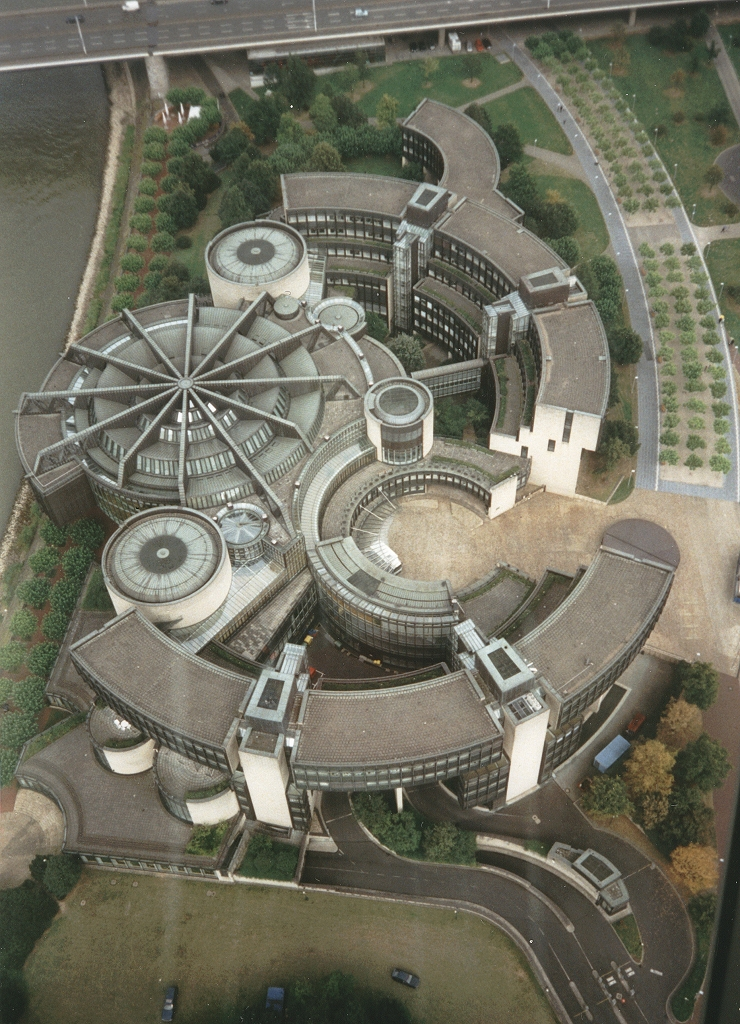
Vedere aeriană a parlamentului regional din Renania de Nord-Westfalia, cu sediul la Düsseldorf

Sediul parlamentului regional (Landtag, „dieta landului”) se află în orașul Düsseldorf.

## Administrația
Landul este împărțit în 5 regiuni administartive de tip Regierungsbezirk: Arnsberg, Detmold, Düsseldorf, Köln și Münster.

## Infrastructura
Landul dispune de două aeroporturi de primă mărime: Düsseldorf International (DUS) si Köln-Bonn Konrad Adenauer (CGN).

## Galerie de imagini

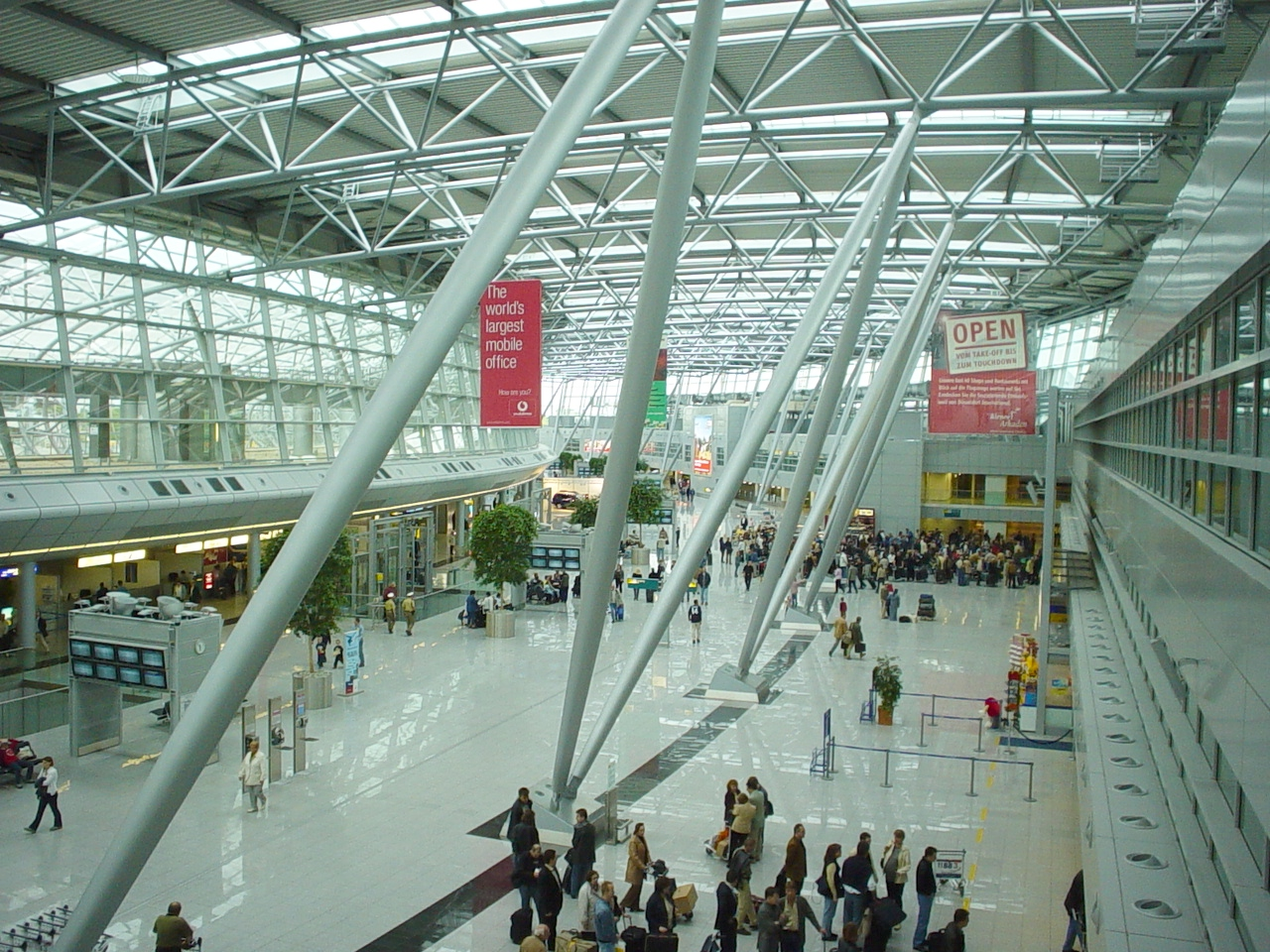
Terminal Aeroportul Düsseldorf
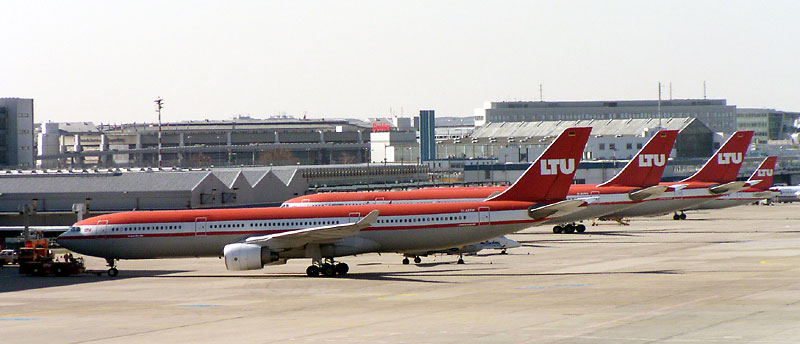
Avioane A330, Düsseldorf Internaţional
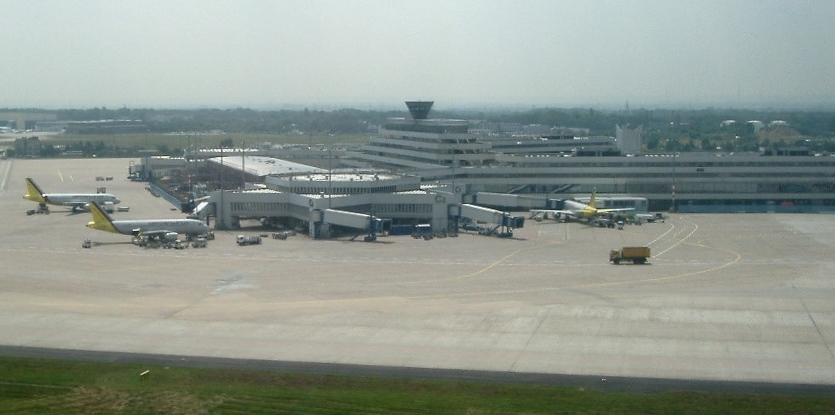
Köln-Bonn Terminalul 1
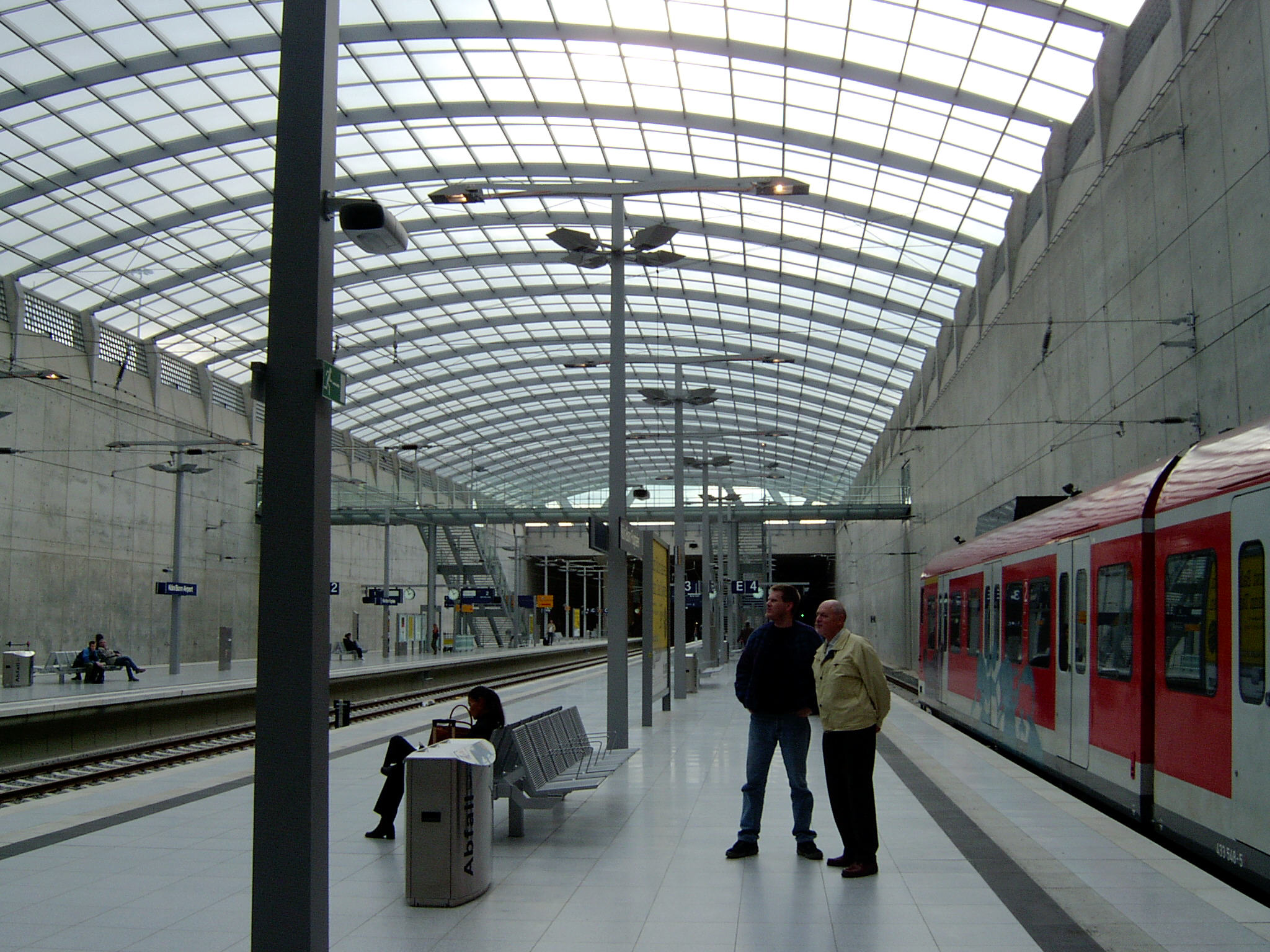
Köln-Bonn: Gara aeroportului